# Ламмерс, Ганс Генрих
Га́нс Ге́нрих Ла́ммерс (нем. Hans Heinrich Lammers; 27 мая 1879, Люблинец, Верхняя Силезия — 4 января 1962, Дюссельдорф) — государственный деятель нацистской Германии, начальник рейхсканцелярии в ранге статс-секретаря (30 января 1933 года — 26 ноября 1937 года), рейхсминистр без портфеля и начальник рейхсканцелярии (26 ноября 1937 года — 1944 год), постоянный член и заместитель председателя Совета обороны рейха (с 30 ноября 1939 года), обергруппенфюрер СС (с 20 апреля 1940 года), член Академии германского права и руководитель Имперского союза германских академиков административного права.

## Биография
Сын врача. После окончания евангелической школы в Плёссе учился на юридических факультетах Бреслауского и Гейдельбергского университетов. Затем после года военной службы стал работать в органах прусской юстиции. В 1901 году он сдал стажёрский экзамен, после чего стал работать ассистентом в университете. В 1904 году защитил докторскую диссертацию на тему о проблеме пенсионной задолженности в Гражданском кодексе и некоторое время проходил судебную практику. В 1906 году был зачислен в лейтенанты резерва. С 1906 года работал судебным асессором в Бреслау, с 1912 года — земельным судьёй в Бойтене (Верхняя Силезия). 29 апреля 1912 года в Глейвице женился на Эльфриде Тепел (1894—1945). У них родились две дочери (в 1914 и 1918 годах).
В 1914 году пошёл добровольцем на фронты Первой мировой войны, был капитаном резерва в 51-м Нижнесилезском пехотном полку во Вроцлаве. В 1917 году потерял левый глаз и потому был переведён в сотрудники по административным вопросам Императорского генерал-губернаторства в Варшаве. За боевые отличия на войне в 1914 году был награждён Железным крестом 1-го и 2-го класса.
По окончании войны вернулся к юридической практике. Вступил в ряды Немецкой национальной народной партии. С конца 1920 года стал служить в Имперском министерстве внутренних дел. С 1921 года он — оберрегирунгсрат (старший правительственный советник), с 1922 года — министеррат (советник министерства) и директор конституционной группы в государственном правовом департаменте. В феврале 1932 года вступил в НСДАП (билет № 1 010 355), а 29 сентября 1933 года — в СС (билет № 118 401) и сразу же получил чин оберфюрера СС.
30 января 1933 года, в день назначения Адольфа Гитлера рейхсканцлером и формирования нового правительства, Ламмерс стал начальником рейхсканцелярии в ранге имперского статс-секретаря.
Ламмерс был одной из ключевых фигур гитлеровской системы власти, хотя и не принадлежал к ближайшему окружению Гитлера. 26 ноября 1937 года он был переведён из ранга имперского статс-секретаря в ранг рейхсминистра без портфеля, оставаясь начальником рейхсканцелярии. На этом посту стал главным передаточным звеном воли фюрера членам имперского кабинета и вообще всем государственным и правительственным органам различного уровня. Роль Ламмерса возросла после 1938 года, когда Гитлер вообще перестал собирать свой кабинет на заседания.
30 ноября 1939 года Ламмерс стал членом Совета обороны рейха, председателем которого был Гитлер. В 1943 году вместе с начальником партийной канцелярии Мартином Борманом и начальником Верховного командования вермахта Вильгельмом Кейтелем образовал «Комитет трёх», через который Гитлеру приходили все документы. Фактически без согласия этой тройки не принималось ни одного важного решения.

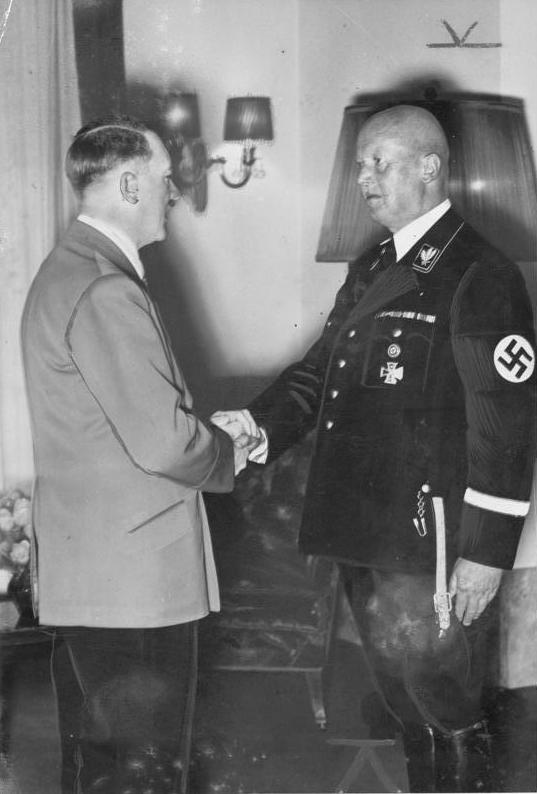
Рейхсканцлер Адольф Гитлер поздравляет Ламмерса с 60-летием. Май 1939

В конце войны был фактически отстранён Мартином Борманом от власти. 23 апреля 1945 года с юридической точки зрения обосновал для Германа Геринга как официального преемника Гитлера возможность принятия им на себя руководства рейхом, ибо по закону от 29 июня 1941 года Геринг становился преемником фюрера в случае, если тот будет «неспособен руководить страной», а реальная власть Гитлера в тот момент не распространялась далее Берлина и прилегавших территорий. Г. Геринг в специальной телеграмме Гитлеру спрашивал его согласия на принятие им на себя функций руководителя правительства, заявив, что если он не получит ответа к 22 часам, то будет считать это согласием. В этих действиях Г. Геринга и Г. Г. Ламмерса поддержали также начальник канцелярии руководителя партии Филипп Боулер и генерал К. Коллер. Г. Геринг тогда же получил от Гитлера категорический приказ, запрещавший ему брать на себя инициативу. Одновременно по приказу Мартина Бормана Ламмерс вместе с Герингом, а также Ф. Боулером и Карлом Коллером был арестован отрядом СС как государственный изменник. М. Борман в специальной телеграмме шефу РСХА Э. Кальтенбруннеру приказал расстрелять изменников, но приказ выполнен не был. 5 мая 1945 года отряд СС передал охрану заговорщиков подразделениям Люфтваффе, после чего они были незамедлительно освобождены. В мае 1945 года был арестован американскими войсками. Выступал в качестве свидетеля на Нюрнбергском процессе по делу главных военных преступников. 11 апреля 1949 года на процессе Американского военного трибунала по т. н. «делу Вильгельмштрассе» был приговорен к 20 годам тюремного заключения. Отбывал заключение в тюрьме в Ландсберге-на-Лехе. 31 января 1951 года Верховный оккупационный комиссар Джон Макклой снизил Ламмерсу срок до 10 лет, а 16 декабря 1951 года он вышел на свободу.

## Награды
- Железный крест 2-го класса (1914)
- Железный крест 1-го класса (1914)
- Почётный крест ветерана войны с мечами
- Шеврон старого бойца
- Золотой знак НСДАП (31 января 1937)
- Медаль «В память 13 марта 1938 года»
- Медаль «В память 1 октября 1938 года»
- «Немецкий Олимпийский почётный знак» 1-й степени
- Гражданская медаль «За добросовестную службу» (6 июля 1939)
- Кольцо «Мёртвая голова»
- Почетная сабля рейхсфюрера СС